# Maciej Witucki
Maciej Witucki (ur. 16 stycznia 1967 w Gorzyniu) – polski inżynier, menedżer, pracownik naukowy, prezes Telekomunikacji Polskiej (2006–2013), przewodniczący Rady Nadzorczej Orange Polska (od 2013), prezydent Konfederacji Lewiatan (2019–2025).

## Życiorys
W 1991 ukończył studia na Wydziale Elektrycznym Politechniki Poznańskiej, następnie wyjechał na stypendium do Francji, gdzie kształcił się w École Centrale w Paryżu. Jako pracownik naukowy odpowiadał za polsko-francuskie studia podyplomowe. Specjalizował się w dziedzinie badań operacyjnych i wspomagania decyzji.
Po 7 latach wrócił do Polski. Rozpoczął pracę w finansach. Przez 5 lat pracował w banku Cetelem Polska, a następnie w zarządzie Lukas Banku, którego w 2005 został prezesem.
W 2006 został prezesem Telekomunikacji Polskiej i jednocześnie szefem Grupy TP, w której skład wchodziły 23 spółki (m.in. PTK Centertel, Wirtualna Polska, Emitel). W latach 2008–2016 był Przewodniczącym Rady Programowej Polskiego Forum Obywatelskiego, które inicjuje dyskusje o kierunkach rozwoju Polski w obszarze gospodarki, polityki, nauki, edukacji oraz tożsamości Polaków. Od 2009 jest członkiem Rady Dyrektorów Atlantic Council of the United States, czołowego amerykańskiego think tanku, zajmującego się inicjowaniem publicznych debat na temat polityki międzynarodowej. Jest także członkiem Rady Fundacji Centrum im. prof. Bronisława Geremka oraz członkiem Rady Powierniczej Fundacji Powszechnego Czytania. Działa w organizacjach branżowych, będąc m.in. członkiem zarządu PKPP Lewiatan. W latach 2010–2017 był prezesem Francuskiej Izby Przemysłowo-Handlowej (CCIFP).
10 września 2013 złożył rezygnację ze stanowiska prezesa Orange Polska SA, został jednocześnie zgłoszony jako kandydat na członka rady nadzorczej tej spółki. 19 września 2013 został powołany na stanowisko przewodniczącego Rady Nadzorczej Orange Polska.
Od maja 2013 do grudnia 2015 był członkiem Rady Nadzorczej PLL LOT, a od 13 listopada 2013 do końca roku 2015 członkiem Rady Nadzorczej Work Service SA.
W latach 2016–2019 był prezesem zarządu Work Service SA. Pomysłodawca i przewodniczący Komitetu Dialogu Społecznego KIG w latach 2016–2018.
27 czerwca 2019 został wybrany na funkcję prezydenta Konfederacji Lewiatan, zastępując na tym stanowisku Henrykę Bochniarz. Zakończył pełnienie tej funkcji 26 czerwca 2025, następnie został przewodniczącym Rady Głównej Konfederacji Lewiatan.
W październiku 2022 został zatrzymany przez agentów Centralnego Biura Śledczego pod zarzutem dokonania wielomilionowych wyłudzeń z Państwowego Funduszu Rehabilitacji Osób Niepełnosprawnych. Sąd odrzucił wniosek prokuratury o areszt tymczasowy dla Macieja Wituckiego, zrezygnował też z nałożenia jakichkolwiek innych środków zapobiegawczych.
Ma żonę Zofię i trójkę dzieci: Klarę, Laurę i Franciszka.
Publikował w „Rzeczpospolitej”, „Polsce The Times”, „The Wall Street Journal”, „Gazecie Wyborczej”.

## Odznaczenia
- Krzyż Zasługi (2010)[20].
- Odznaka Honorowa Bene Merito (2012)[21].
- Order Kawalera Legii Honorowej (2012)[22].
- Krzyż Kawalerski Orderu Odrodzenia Polski (2014)[23].